# Pristimantis walkeri
Espèce
Synonymes
- Eleutherodactylus walkeri Lynch, 1974

Statut de conservation UICN

 LC  : Préoccupation mineure
Pristimantis walkeri est une espèce d'amphibiens de la famille des Craugastoridae.

## Répartition
Cette espèce est endémique d'Équateur. Elle se rencontre entre 100 et 1 270 m d'altitude dans la plaine Pacifique et sur le versant Ouest de la cordillère Occidentale.

## Description
Les mâles mesurent de 15,3 à 17,9 mm et les femelles de 20,8 à 25,3 mm

## Étymologie
Cette espèce est nommée en l'honneur de Charles Frederic Walker.

## Publication originale
- Lynch, 1974 : A new species of Eleutherodactylus (Amphibia: Leptodactylidae) from the Pacific lowlands of Ecuador. Proceedings of the Biological Society of Washington, vol. 87, no 33, p. 381-388 (texte intégral).